# IC 1813
IC 1813 је лентикуларна галаксија у сазвјежђу Пећ која се налази на листи објеката дубоког неба у Индекс каталогу.
Деклинација објекта је - 34° 13' 18" а ректасцензија 2h 30m 49,6s. Привидна величина (магнитуда) објекта IC 1813 износи 13,3 а фотографска магнитуда 14,2. IC 1813 је још познат и под ознакама ESO 355-22, MCG -6-6-9, AM 0228-342, PGC 9567.